# Asociación Española de Mujeres Universitarias
L'Asociación Española de Mujeres Universitarias (Association espagnole de femmes universitaires) est une association créée en 1920, sous le nom de Juventud Universitaria Femenina. Sa première présidente est María de Maeztu. Elle cesse ses activités en 1989.

## Histoire

### Fondation en 1920
L'association est créée en 1920 par Maria de Maeztu et Clara Campoamor sous le nom de Juventud Universitaria Femenina (JUF),. En 1920, 345 femmes étudient dans des universités espagnoles, et cent d'entre elles sont adhérentes de la JUF.
María de Maeztu, présidente de la JUF, assiste à la rencontre fondatrice de la Fédération internationale des femmes diplômées des universités (FIFDU) à Londres, et présente un rapport sur l'éducation supérieure des femmes,.
Une conférence se tient en Espagne en 1928, alors que près de 1 700 femmes sont inscrites dans des universités espagnoles.
L'association soutient l'accès des femmes aux études universitaires et demande un changement législatif pour éviter les discriminations de genre à cet égard,.
La JUF s'engage progressivement, entre 1929 et 1936, dans des questions politiques et sociales liées aux femmes, du fait de la situation politique en Espagne, et eu égard au changement de présidente, Clara Campoamor.
La guerre civile provoque l'arrêt du mouvement jusqu'en 1953.

### Reprise des activités en 1953
L'association reprend des activités en 1953, grâce à la volonté d'Isabel García Lorca et de Justina Ruiz de Conde sous le nom d'Asociación Española de Mujeres Universitarias (AEMU), en s'efforçant d'éviter les affrontements avec le pouvoir en place,.
Le comité directeur de la nouvelle association est composé notamment de María Teresa Bermejo Hernández (ca), la première présidente de cette nouvelle étape, et de Justina Ruiz de Conde. Dès 1955, l'association compte une centaine de membres, notamment Isabel García Lorca, Pilar Lago de Lapesa, Jimena Menéndez-Pidal (es), Dolores Franco Manera (es), Elena Gómez et Soledad Ortega Spottorno. L'AEMU retrouve sa place au sein de la Fédération internationale des femmes diplômées des universités.
Les objectifs de l'association restent la défense du droit des femmes à accéder aux études universitaires et développe les liens avec les universitaires d'autres pays.
Entre 1970 et 1973 les questions féministes deviennent un enjeu au sein de l'association. L'historienne d'art Natacha Seseña devient présidente, puis Jimena Alonso (es) est présidente de 1973 à 1976,.
L'association connaît une certaine désaffection dans les années 1980, sa dernière présidente est Helena Araluce,,. L'association se dissout en 1989.

## Personnalités de l'association
- Maria de Maeztu, enseignante
- María Teresa Bermejo Hernández (ca); enseignante et traductrice
- Jimena Alonso (es), enseignante-chercheuse d'arabe
- Natacha Seseña, anthropologue
- Clara Campoamor, femme politique
- Elisa Soriano Fisher, ophtalmologue
- Soledad Ortega Spottorno, éditrice
- Matilde Huici, avocate[5]